# Уиллистон, Сэмюэль
Сэмюэль Уэнделл Уиллистон (англ. Samuel Wendell Williston, 10 июля 1851 — 30 августа 1918) — американский палеонтолог и педагог. Автор гипотезы о том, что предки птиц развили способность к полёту постепенно посредством бега, а не посредством перепрыгивания с одной ветки дерева на другую.

## Биография
Родился в Бостоне, но в раннем детстве с семьёй переехал в Канзас, где окончил школу, а затем государственный аграрный колледж (ныне Университет штата Канзас) в 1872 году со степенью магистра искусств. После окончания колледжа он поступил в Йельский университет изучать палеонтологию, с 1874 года принимал участие в палеонтологических раскопках и исследованиях. В 1890 году он вернулся в Канзас, где стал профессором геологии и анатомии в Канзасском университете. В 1902 году он отправился в Чикагский университет в качестве заведующего кафедрой палеонтологии.
Также известен как энтомолог, занимавшийся изучением мух, хотя эта его деятельность всегда носила любительский характер.